# Coon Rapids (Minnesota)
Coon Rapids ist eine Stadt (mit dem Status „City“) im Anoka County im US-amerikanischen Bundesstaat Minnesota. Im Jahr 2020 hatte Coon Rapids 63.599 Einwohner.
Coon Rapids liegt im Nordwesten der Metropolregion der Twin Cities.

## Geografie und Klima
Coon Rapids liegt am oberen Mississippi, rund 21 Kilometer nordwestlich von Minneapolis im Mittleren Westen der Vereinigten Staaten. Nach Angaben des United States Census Bureau beträgt die Fläche der Stadt 60,5 Quadratkilometer, davon sind 1,7 Quadratkilometer Wasserflächen.
In Coon Rapids herrscht das für den Mittleren Westen typische Kontinentalklima. Die Winter sind sehr kalt und trocken, die Sommer warm und zeitweise feucht. Die durchschnittliche Tageshöchsttemperatur beträgt 12,3 Grad Celsius, die durchschnittliche Tiefsttemperatur 1,7 Grad Celsius. Die jährliche Niederschlagssumme liegt bei 671 Millimetern. Zu den schneereichsten Monaten zählen der November bis März. Auf das Jahr bezogen fallen durchschnittlich 1,2 Meter Schnee.

## Geschichte
Die Gründung von Coon Rapids geht auf die Anoka Township zurück. Maßgeblich für die Entwicklung der stark landwirtschaftlich geprägten Gegend war die Lage am Mississippi River. 1898 baute die Great Northern Development Company am Fluss einen Damm mit Wasserkraftwerk und versorgte ab 1912 die umliegende Region mit Elektrizität. 1952 wurde die Township in ein eigenständiges Dorf umgewandelt und in Coon Rapids umbenannt. Das Stadtgebiet umfasst die ehemalige Township mit Ausnahme der eigenständigen Stadt Anoka. Im Jahre 1959 erhielt Coon Rapids die Stadtrechte. Seit 1959 wuchs die Stadt von einer Bevölkerungszahl von 14.000 Einwohnern auf über 61.000 Einwohner im Jahre 2000. Damit ist Coon Rapids der fünftgrößte Vorort der Twin Cities.

## Politik
Bürgermeister von Coon Rapids ist seit 2015 Jerry Koch. Seine Amtszeit läuft bis 2022.
Im Repräsentantenhaus von Minnesota wird Coon Rapids durch die Demokraten Denise Dittrich (Bezirk 47A) und Melissa Hortman (Bezirk 47B) sowie den Republikaner Brandon Peterson (Bezirk 49B) vertreten. Im Senat von Minnesota sitzen die Republikaner Benjamin Krause (Bezirk 47) und Michelle Benson (Bezirk 49). Coon Rapids gehört in Teilen zum dritten und sechsten Kongresswahlbezirk. Vertreter dort sind Erik Paulsen und Michele Bachmann (beide Republikanische Partei).

## Demografische Daten
Nach der Volkszählung im Jahr 2010 lebten in Coon Rapids 61.476 Menschen in 23.532 Haushalten. Die Bevölkerungsdichte betrug 1047,3 Einwohner pro Quadratkilometer. In den 23.532 Haushalten lebten statistisch je 2,6 Personen.
Ethnisch betrachtet setzte sich die Bevölkerung zusammen aus 86,0 Prozent Weißen, 5,5 Prozent Afroamerikanern, 0,7 Prozent amerikanischen Ureinwohnern, 3,5 Prozent Asiaten sowie 1,2 Prozent aus anderen ethnischen Gruppen; 3,1 Prozent stammten von zwei oder mehr Ethnien ab. Unabhängig von der ethnischen Zugehörigkeit waren 3,2 Prozent der Bevölkerung spanischer oder lateinamerikanischer Abstammung.
24,5 Prozent der Bevölkerung waren unter 18 Jahre alt, 64,2 Prozent waren zwischen 18 und 64 und 11,3 Prozent waren 65 Jahre oder älter. 51,6 Prozent der Bevölkerung war weiblich.

Das mittlere jährliche Einkommen eines Haushalts lag bei 63.615 USD. Das Pro-Kopf-Einkommen betrug 29.070 USD. 7,6 Prozent der Einwohner lebten unterhalb der Armutsgrenze.

## Bekannte Bewohner
- Josh Langfeld (* 1977) – Eishockeyspieler – geboren in Coon Rapids
- Olivia Nova (1997–2018) – Pornodarstellerin – geboren in Coon Rapids
- Brandon Paulson – (* 1973) – Ringer, Silbermedaillengewinner der Olympischen Spiele 1996 – geboren in Coon Rapids

## Sehenswürdigkeiten
Zu den Sehenswürdigkeiten und Attraktionen von Coon Rapids zählen:
- der Bunker Beach, ein Erlebnisfreibad
- der Bunker Hills Regional Park, ein Park im Stadtzentrum mit Golfplatz

## Wirtschaft und Infrastruktur

### Ansässige Unternehmen
Größte Arbeitgeber von Coon Rapids sind das Mercy Hospital (rund 2200 Beschäftigte), die Behörde des elften Schulbezirks (etwa 1150 Beschäftigte) und Honeywell Flight Systems (circa 720 Beschäftigte).

### Verkehr
Wichtige Straßen des Automobilverkehrs sind der U.S. Highway 10, welcher aus Richtung St. Cloud durch die Stadt südostwärts zum Interstate 35-W führt. Die Minnesota State Route 47 teilt sich in Coon Rapids mit dem U.S. Highway 10 den Straßenverlauf. Sie führt südwärts nach Minneapolis. Die Minnesota State Route 610 beginnt im Südosten von Coon Rapids und führt über die State Route 252 zum Interstate 94.
Die nächstgelegenen Flugplätze sind der Anoka County – Blaine Airport in Blaine und der Crystal Airport in Crystal. Der nächste internationale Verkehrsflughafen ist der rund 35 Kilometer entfernte Flughafen Minneapolis.
Durch Coon Rapids verlaufen zwei Eisenbahnlinien der BNSF Railway aus Süden nach Norden bzw. Nordwesten. Durch die Northstar Line ist Coon Rapids seit 2009 an den regelmäßigen Personenverkehr nach Minneapolis angeschlossen. Der nächste Bahnhof der Amtrak für den überregionalen Personenverkehr befindet sich in St. Paul.

### Bildung
Coon Rapids gehört zum Schulbezirk Anoka-Hennepin #11. Das reguläre Schulangebot umfasst neben der Coon Rapids High School zwei weitere Middle Schools (Coon Rapids Middle School und Northdale Middle School), sowie neun Grundschulen. Darüber hinaus gibt es verschiedene kleinere und private Schulen. Seit 1967 besitzt das Anoka-Ramsey Community College einen Campus in Coon Rapids.